# Симон, Ришар
Ришар Симон (Richard Simon, 1638—1712) — французский богослов, литературный критик, переводчик. Член ордена ораторианцев, считается отцом новозаветной исагогики.
Ришар Симон выделил новозаветную исагогику из общей исагогики Священного Писания, это был новый подход к написанию введения в Новый Завет.
С этого момента начался историко-филологический анализ текста Нового Завета.
Его работы содержат в себе не только исторические и другие доказательства, но в них также излагаются новые гипотезы.
Эти труды, с одной стороны, были направлены против иезуитов, с другой — против социниан.
Его подход критиковал современник проповедник Жак-Бенинь Боссюэ за излишне рационалистическое истолкование Священного Писания.
В 1684 году Ришар Симон планировал издание расширенной полиглотты на основе Уолтоновской, но планы так и не были претворены в жизнь.
В своей книге «Критическая история переводов Нового Завета» 1690 года он был первым исследователем, который указал на то, что существуют латинские версии Библии старше иеронимовой Вульгаты.
Там же он утверждал, что Пешитта является самым древним переводом Священного Писания.
Эта точка зрения преобладала в библеистике вплоть до 1901 года, когда это мнение опроверг Ф. К. Бёркитт.